# 캐서린 D. 설리번

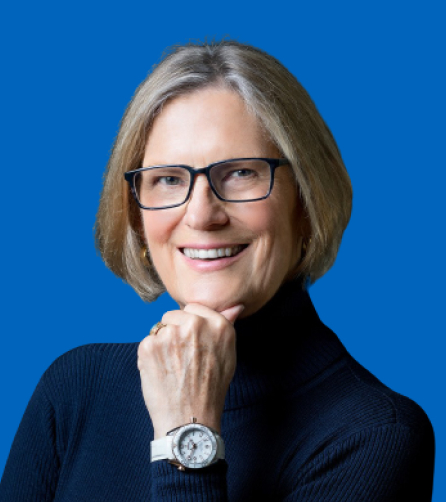

캐서린 D. 설리번(Kathryn D. Sullivan, 본명: 캐서린 드와이어 설리번, Kathryn Dwyer Sullivan, 1951년 10월 3일 ~ )은 미국의 지질학자, 해양학자, 전 NASA 우주 비행사이자 미국 해군 장교이다. 세 번의 우주왕복선 임무를 수행한 승무원이었다.
미국 캘리포니아 대학교 샌타크루즈와 캐나다 노바스코샤주 댈하우지 대학교를 졸업하고 1978년 지질학 박사 학위를 취득한 설리번은 35명의 우주비행사 중 여성 6명 중 한 명으로 선정됐다. 여성이 포함된 최초의 그룹인 NASA 우주 비행사 그룹 8의 후보자였다. 훈련 기간 동안 그녀는 미국 공군 여압복 착용 인증을 받은 최초의 여성이 되었으며, 1979년 7월 1일 여성을 위한 비공식 미국 항공 고도 기록을 세웠다. 첫 번째 임무인 STS-41-G에서 설리번은 미국 여성 최초로 차량 외부 활동(EVA)을 수행했다. 두 번째 STS-31에서 그녀는 허블 우주 망원경 배치를 도왔다. 세 번째인 STS-45에서 그녀는 NASA의 지구 임무에 전념하는 첫 번째 우주실험실 임무에서 페이로드 사령관으로 근무했다.
설리번은 2014년 3월 6일 미국 상원의 인준을 받은 후 해양 및 대기 담당 차관 겸 국립 해양 대기청(NOAA) 청장을 역임했다. 그녀의 임기는 2017년 1월 20일에 종료되었으며 그 후 그녀는 2017년 스미스소니언 협회 국립항공우주박물관의 항공우주사 의장이자 포토맥 정책 연구소(Potomac Institute for Policy Studies)의 선임 연구원으로도 활동했다. 2020년 6월 7일, 설리번은 지구 해양의 가장 깊은 부분인 마리아나 해구의 챌린저 해연에 다이빙한 최초의 여성이 되었다. 2021년 9월 조 바이든 대통령은 그녀를 과학기술 대통령 자문위원회에 임명했다.